# Walfrido Teixeira Vieira
Walfrido Teixeira Vieira (* 17. Dezember 1921 in Jagaquara; † 9. November 2001) war ein brasilianischer Geistlicher und römisch-katholischer Bischof von Sobral.

## Leben
Walfrido Teixeira Vieira empfing am 29. Juni 1946 die Priesterweihe für das Bistum Amargosa.
Papst Johannes XXIII. ernannte ihn am 25. März 1961 zum Weihbischof in São Salvador da Bahia und Titularbischof von Laranda. Der Erzbischof von São Salvador da Bahia, Augusto Álvaro Kardinal da Silva, spendete ihm am 29. Juni desselben Jahres die Bischofsweihe; Mitkonsekratoren waren Antônio de Mendonça Monteiro, Bischof von Bonfim, und Floréncio Cicinho Vieira, Bischof von Amargosa.
Er nahm an allen Sitzungsperioden des Zweiten Vatikanischen Konzils teil.
Am 6. Januar 1965 ernannte Papst Paul VI. ihn zum Bischof von Sobral. Am 18. März 1998 nahm Papst Johannes Paul II. seinen altersbedingten Rücktritt an.